# Monnaie matières premières
Pour les articles homonymes, voir Monnaie (homonymie).
Une monnaie matières premières est une monnaie d'un pays exportateur de matières premières. Un certain nombre de monnaies dans le monde sont considérées comme des monnaies matières premières car l'économie du pays dont elles sont la devise est largement liée aux exportations d'une ou plusieurs matières premières, tels que les métaux, le bétail, les produits agricoles ou les hydrocarbures.

## Influence de la matière première sur la monnaie
Lorsqu'une matière première voit sa demande augmenter ou son offre chuter, son prix augmente. Une façon pour les investisseurs de jouer différemment les fluctuations des prix sur les matières premières consiste à acheter des titres (actions, obligations, options...) d'entreprises exportatrices et qui ont toutes les chances de bénéficier de cette hausse des prix. 
Ainsi, si les prix des métaux augmentent, le prix de l'action du groupe Rio Tinto va augmenter. Mais les investisseurs étrangers vont devoir acheter l'action en dollar australien, et donc acheter la monnaie avant de pouvoir acheter l'action. De même lorsque les prix des métaux baissent, les investisseurs risquent de se désinvestir de Rio Tinto et vendre leurs dollars australiens pour revenir dans leur monnaie d'origine.
Il est important de noter que la plupart des monnaies matières premières ont des taux de change flottants fixes ou régulés. Certaines sont également peu disponibles sur les marchés. Ainsi, les seules monnaies matières premières qui sont arbitrées, qui soient suffisamment liquides et ayant des taux de change flottants, sont le dollar canadien, le dollar australien et le dollar néo-zélandais.

## Impact sur l'économie locale
Lorsque la monnaie s'apprécie, il va être plus difficile pour les entreprises d'exporter, car elles produisent dans la monnaie locale pour souvent vendre dans une autre monnaie qui elle, se sera affaiblie. De même, lorsqu'un ralentissement global ou un choc a lieu, la monnaie va se déprécier et les entreprises pourront exporter plus facilement. Ces mouvements ont donc tendance à se faire dans le sens opposé des entreprises liées à la matière première, ce qui adoucit l'impact des crises extérieures sur l'économie local dans son ensemble.

## Liste de monnaies matières premières
- Dollar canadien
- Dollar australien
- Dollar néo-zélandais
- Rand sud-africain
- Couronne norvégienne
- Rouble russe
- Réal brésilien